# Francisco Silvela y de Le Vielleuze

Francisco Silvela y de la Vielleuze.

Francisco Silvela y de Le Vielleuze (Madrid, 15 december 1843 - 29 mei 1905) was een Spaans politicus en eerste minister.

## Levensloop

### Studies en afgevaardigde
Hij was de zoon van advocaat Francisco Agustín Silvela y Blanco, die minister, ondervoorzitter van het parlement en rechter aan het Opperste Gerechtshof was. Hij volgde een studie in de rechtswetenschappen aan de Complutense Universiteit van Madrid.
Op 15 januari 1869 werd hij als lid van de Unión Liberal verkozen tot afgevaardigde in het Congres van Afgevaardigden en bleef dit tot in april 1872. Op 20 januari 1876 werd hij opnieuw parlementsafgevaardigde en bleef dit tot aan zijn dood.

### Ministerschap
Na de herstelling van de monarchie eind 1874 en de troonsbestijging van koning Alfons XII werd hij in 1875 onderstaatssecretaris op het ministerie van Binnenlandse Zaken. Op 7 maart 1879 werd hij voor de eerste maal minister van Binnenlandse Zaken in de regering van Arsenio Martínez Campos en bleef dit tot en met 9 december 1879. Als minister probeerde hij het welvaartsysteem te hervormen, wat hem de kritiek van zijn voorganger (en opvolger) Francisco Romero Robledo opleverde.
Op 18 januari 1884 werd hij in de vierde regering onder leiding van Antonio Cánovas del Castillo minister van Genadeverzoeken en van Justitie, wat hij bleef tot en met 27 november 1885. Na het overlijden van koning Alfons XII eind 1885 en het pact tussen Antonio Cánovas del Castillo en Práxedes Mateo Sagasta, wat ervoor zorgde dat het premierschap tussen beide heren afwisselde, werd Silvela een belangrijk vertegenwoordiger van de Conservatieve Partij.
Van 5 juli 1890 tot en met 23 november 1891 was hij minister van Binnenlandse Zaken in de vijfde regering van Cánovas. Hij trad af nadat zijn oude politieke rivaal Romero Robledo minister van Koloniën werd.

### Voorzitter van de Conservatieve Partij en premierschappen
Van 1894 tot 1898 was Silvela de opsteller van een programma voor een nieuw conservatisme, dat zich baseerde op een totale hervorming van de regionale regering, om het overheersen en de invloed van nepotisme te vermijden en een basis voor toekomstige verkiezingen te creëren. Tegelijkertijd probeerde hij een nieuwe politieke moraal als onderdeel van de hervormingen in te voeren in het kader van het overheidsbeleid.
In augustus 1897 vroeg hij aan regentes Maria Christina om hem na de dood van Cánovas te benoemen tot nieuwe premier en wou zijn hervormingsproject van de conservatieven doorvoeren. Maria Christina verkoos echter minister van Oorlog Marcelo Azcárraga Palmero boven hem. Toch werd Silvela de nieuwe partijvoorzitter van de Conservatieven na de dood van Antonio Cánovas.
Op 4 maart 1899 volgde hij Práxedes Mateo Sagasta op als premier van Spanje en bleef dit tot en met 23 oktober 1900. Tegelijkertijd was hij tot en met 18 april 1900 minister van Buitenlandse Zaken en vanaf dan minister van Marine. Met zijn minister van Binnenlandse Zaken (Edouardo Dato) en zijn minister van Koloniën (Raimundo Fernández Villaverde) had hij ook twee bedreven politici in zijn regering. Anderzijds werd zijn regeerperiode wel gekenmerkt met meerdere politieke crisissen alsook opstanden van arbeidersbewegingen. Onder zijn regering kwam er in 1899 ook een verdrag met Duitsland, waarbij Duitsland gebruik maakte van Spanjes nederlaag bij de Spaans-Amerikaanse Oorlog in 1898. Duitsland beloofde dat Spanje het leger mocht vergroten en een schadevergoeding van 17 miljoen mark, indien ze de Spaanse koloniën Carolinen, de Noordelijke Marianen en Palau ontvingen. Deze eilanden zouden de uitgangsbasis zijn van de koloniale uitdijing van het Duitse Rijk. De benoeming van de voormalige gouverneur van Cuba, Valeriano Weyler, tot kapitein-generaal van Madrid zorgde ervoor dat zijn eerste regering viel.
Op 6 december 1902 werd hij opnieuw premier van Spanje ter opvolging van Sagasta en leidde tot en met 20 juli 1903 een interim-regering met als belangrijkste doel het nationaal herstel. In februari 1903 was hij tevens ad interim minister van Binnenlandse Zaken en in deze functie maakte hij gebruik van de sociale en communale hervormingen van het nieuw conservatisme.
Deze hervormingen leidden echter tor protest van de studentensector en van de arbeidersbewegingen en nadat het aftreden van minister van Financiën Raimundo Fernández Villaverde legde Silvela eveneens zijn mandaat neer en trok hij zich grotendeels uit de politiek terug.

### Activiteiten als schrijver
Silvela de Le Vielleuze was eveneens actief als schrijver en journalist. Ook stelde hij enige tijd artikelen op voor belangrijke dagbladen zoals "La Época", "La Revista de España", "El Imparcial" en "El Tiempo" en schreef hij meerdere historische en rechtswetenschappelijke boeken.

### Ereambten
Vanaf 1862 was Silvela lid van de Real Academia de Jurisprudencia y Legislación, waar hij van 1879 tot 1880, in 1884, in 1888 en in 1889 de voorzitter van was.
Tevens was hij van 1 juni 1886 tot aan zijn dood lid van de Real Academia de Ciencias Morales y Políticas, van 1893 tot aan zijn dood lid van de Real Academia Española en van 21 januari 1898 tot aan zijn dood lid van de Real Academia de la Historia.
- Biblioteca Nacional de España: XX1044100
- Bibliothèque nationale de France: cb15556999k (data)
- Catàleg d'autoritats de noms i títols de Catalunya: 981058517742506706
- Gemeinsame Normdatei: 132749726
- International Standard Name Identifier: 0000 0000 5924 465X
- Library of Congress Control Number: nr97011639
- Nederlandse Thesaurus van Auteursnamen: 072621419
- LIBRIS: 289431
- SNAC: w62c0p2d
- Système universitaire de documentation: 076331997
- Virtual International Authority File: 37231416
- WorldCat: E39PBJh4rh393qtrCPfQfT46rq